# Kamienica przy ulicy Urzędniczej 54 w Krakowie
Kamienica przy ulicy Urzędniczej 54 – zabytkowa kamienica znajdująca się w Krakowie, w dzielnicy V przy ulicy Urzędniczej, na Krowodrzy.
Kamienica została wzniesiona w 1938 roku według projektu architekta Tadeusza Źróbka.
Budynek znajduje się w gminnej ewidencji zabytków.